# Улица Вахтанга Кикабидзе (Киев)
У́лица Вахтанга Кикабидзе (укр. Вулиця Вахтанга Кікабідзе) — улица в Святошинском районе города Киева. Пролегает от улицы Симиренко до проспекта Академика Королёва. Протяжённость — 770 м.
Улица возникла в начале 1980-х годов XX столетия под названием Новая. Позже называлась в честь писателя М. А. Булгакова — с 1981 года.

## Важные учреждения
- Общеобразовательная школа № 317 (дом № 12)
- Дошкольное учебное учреждение № 814 (дом № 10)
- Совет самоуправления Святошинского района (дом № 13)

## Транспорт
- Автобусы 9; 2 (по проспекту Академика Королёва); 23 (по улице Симиренко)
- Трамваи 1, 2 (по улице Симиренко)
- Ближайшая станция метро — Житомирская
- Ближайшая ж.д. станция — Киев-Волынский

## Географические координаты
Координаты начала 50°24′33″ с. ш. 30°24′02″ в. д.
Координаты конца 50°24′44″ с. ш. 30°24′35″ в. д.

## Почтовый индекс
03134